# Hingston Down
Hingston Down är kullar i Storbritannien.   De ligger i riksdelen England, i den södra delen av landet, 300 km väster om huvudstaden London.
Hingston Down sträcker sig 54 km i öst-västlig riktning. Den högsta toppen är Rough Tor, 400 meter över havet.
Topografiskt ingår följande toppar i Hingston Down:
- Brown Willy
- Caradon Hill
- Fox Tor
- Kilmar Tor
- Kit Hill
- Rough Tor
- St Breock Downs